# Gundhelm
Gundhelm ist ein Stadtteil von Schlüchtern im osthessischen Main-Kinzig-Kreis.

## Geografische Lage
Gundhelm liegt im Norden des Main-Kinzig-Kreises, auf dem Landrücken, dem verbindenden Höhenzug zwischen Rhön und Vogelsberg auf einer Höhe von 285 m über NN, 8 km nordöstlich der Innenstadt von Schlüchtern. Etwa 3,5 km nordöstlich des Ortes befindet sich die Wüstung des Dorfes Leibolds, das schon vor 1453 von seinen Bewohnern verlassen wurde.
Gundhelm grenzt im Norden an den Ort Veitsteinbach, im Nordosten an den Ort Heubach, im Osten an den Ort Oberzell, im Süden an die Orte Weichersbach, Sterbfritz und Vollmerz, im Südwesten an den Ort Elm und im Nordwesten an den Ort Hutten.

## Geschichte

### Mittelalter
Die älteste erhaltene Erwähnung des Dorfes findet sich in einer Urkunde aus dem Jahr 1167. Damals gehörte das Dorf dem Kloster Schlüchtern. Den Herren von Hanau gelang es im Jahr 1311, den Besitz des Klosters Schlüchtern ihrer Landeshoheit einzugliedern. Dem Kloster blieben aber wirtschaftliche Nutzungsrechte im Dorf. So besaß der Abt des Klosters 1331 noch den Zehnten in der Pfarrei Gundhelm. Das Dorf gehörte zum Amt Brandenstein der Herrschaft und späteren Grafschaft Hanau. 1423 wurde das Dorf als Wüstung bezeichnet und davon berichtet, dass es wieder besiedelt werden solle. Zu diesem Zeitpunkt war Gundhelm an die Herren von Eberstein verpfändet.
Am Südostausgang des Ortes lagen an einem aus den Wiesenquellen gespeisten Betriebsgraben die Obermühle, am westlichen Ortsrand an der Vereinigung von Schwarzbach und Weißbach die Johannesmühle (auch Waldmühle oder Hilbergsmühle genannt) und unterhalb der Obermühle an einem von der Weißbach abgeleiteten Betriebsgraben die Gaemühle.
Historische Namensformen
In erhaltenen Urkunden wurde Gundhelm unter den folgenden Namen erwähnt (in Klammern das Jahr der Erwähnung):
Gundhelmes (1167), Gundhalms (1303), Gonthalmes (1364) und Gonthelm (1596).

### Neuzeit
In der Reformation wurde die Grafschaft Hanau-Münzenberg letztendlich reformiert, so auch Gundhelm. 1556 wurde die Kirchengemeinde vom Pfarrer in Sterbfritz mit betreut. 1593 war dann Oberkalbach eine Filiale von Gundhelm.
1717 wurde das Amt Brandenstein – und damit auch Gundhelm – von Hanau an den Landgrafen von Hessen-Kassel für ein Darlehen über 100.000 Gulden verpfändet. Da das Pfand nie mehr ausgelöst wurde und nach dem Tod des Grafen Johann Reinhard III. von Hanau 1736 Landgraf Friedrich von Hessen-Kassel die Grafschaft Hanau-Münzenberg und damit auch das Amt Brandenstein und Gundhelm erbte, blieb der Ort bei Hessen-Kassel. 1803 wurde die Landgrafschaft zum Kurfürstentum Hessen erhoben. Während der napoleonischen Zeit stand das Amt Brandenstein und Gundhelm ab 1806 unter französischer Militärverwaltung, gehörte 1807–1810 zum Fürstentum Hanau und von 1810 bis 1813 zum Großherzogtum Frankfurt. Anschließend fiel es wieder an das Kurfürstentum Hessen zurück. Nach der Verwaltungsreform des Kurfürstentums Hessen von 1821, im Rahmen derer Kurhessen in vier Provinzen und 22 Kreise eingeteilt wurde, ging das Amt Brandenstein im neu gebildeten Kreis Schlüchtern auf.
Hessische Gebietsreform (1970–1977)
Zum 1. Dezember 1969 wurde die bis dahin selbständige Gemeinde Gundhelm im Vorfeld der Gebietsreform in Hessen auf freiwilliger Basis in die Stadt Schlüchtern eingemeindet. Für Gundhelm wurde, wie für die anderen eingemeindeten, ehemals eigenständigen Gemeinden von Schlüchtern, ein Ortsbezirk eingerichtet. Mit der Hessischen Gebietsreform wurde der Landkreis Schlüchtern 1974 aufgelöst und Gundhelm liegt seit dem im Main-Kinzig-Kreis.

### Verwaltungsgeschichte im Überblick
Die folgende Liste zeigt die Staaten und Verwaltungseinheiten, denen Gundhelm angehört(e):
- vor 1458: Heiliges Römisches Reich, Grafschaft Hanau
- ab 1458: Heiliges Römisches Reich, Grafschaft Hanau-Münzenberg, Amt Brandenstein (ab 1544)
- ab 1642: Heiliges Römisches Reich, Grafschaft Hanau-Lichtenberg, Amt Brandenstein
- ab 1736: Heiliges Römisches Reich, Landgrafschaft Hessen-Kassel, Amt Brandenstein
- ab 1803: Heiliges Römisches Reich, Landgrafschaft Hessen-Kassel, Fürstentum Hanau,[Anm. 2] Amt Brandenstein
- 1806–1810: Kaiserreich Frankreich,[Anm. 3] Fürstentum Hanau, Amt Brandenstein (Militärverwaltung)
- 1810–1813: Großherzogtum Frankfurt, Departement Hanau, Distrikt Altengronau
- ab 1816: Kurfürstentum Hessen,[Anm. 4] Fürstentum Hanau, Amt Brandenstein[5]
- ab 1821/22: Kurfürstentum Hessen, Provinz Hanau, Kreis Schlüchtern[6][Anm. 5]
- ab 1848: Kurfürstentum Hessen, Bezirk Hanau
- ab 1851: Kurfürstentum Hessen, Provinz Hanau, Kreis Schlüchtern
- ab 1867: Königreich Preußen,[Anm. 6] Provinz Hessen-Nassau, Regierungsbezirk Kassel, Kreis Schlüchtern
- ab 1871: Deutsches Reich, Königreich Preußen, Provinz Hessen-Nassau, Regierungsbezirk Kassel, Kreis Schlüchtern
- ab 1918: Deutsches Reich (Weimarer Republik), Freistaat Preußen, Provinz Hessen-Nassau, Regierungsbezirk Kassel, Kreis Schlüchtern
- ab 1944: Deutsches Reich, Freistaat Preußen, Provinz Nassau, Landkreis Schlüchtern
- ab 1945: Amerikanische Besatzungszone,[Anm. 7] Groß-Hessen, Regierungsbezirk Wiesbaden, Landkreis Schlüchtern
- ab 1946: Amerikanische Besatzungszone, Hessen, Regierungsbezirk Wiesbaden, Landkreis Schlüchtern
- ab 1949: Bundesrepublik Deutschland, Hessen, Regierungsbezirk Wiesbaden, Landkreis Schlüchtern
- ab 1968: Bundesrepublik Deutschland, Hessen, Regierungsbezirk Darmstadt, Landkreis Schlüchtern
- ab 1969: Bundesrepublik Deutschland, Hessen, Regierungsbezirk Darmstadt, Landkreis Schlüchtern, Stadt Schlüchtern
- ab 1974: Bundesrepublik Deutschland, Hessen, Regierungsbezirk Darmstadt, Main-Kinzig-Kreis, Stadt Schlüchtern

## Bevölkerung

### Einwohnerstruktur 2011
Nach den Erhebungen des Zensus 2011 lebten am Stichtag dem 9. Mai 2011 in Gundhelm 591 Einwohner. Darunter waren 9 (1,5 %) Ausländer. Nach dem Lebensalter waren 114 Einwohner unter 18 Jahren, 234 zwischen 18 und 49, 114 zwischen 50 und 64 und 128 Einwohner waren älter. Die Einwohner lebten in 216 Haushalten. Davon waren 48 Singlehaushalte, 66 Paare ohne Kinder und 81 Paare mit Kindern, sowie 21 Alleinerziehende und 3 Wohngemeinschaften. In 45 Haushalten lebten ausschließlich Senioren und in 129 Haushaltungen lebten keine Senioren.

### Einwohnerentwicklung
| Quelle: Historisches Ortslexikon |                                           |
| • 1587:                          | 11 Vollgerüstete, 40 Schützen, 19 Spießer |
| • 1633:                          | 78 Haushaltungen                          |
| • 1747:                          | 57 Haushaltungen                          |
| • 1812:                          | 74 Feuerstellen, 493 Seelen               |

| Gundhelm: Einwohnerzahlen von 1812 bis 2020 | Gundhelm: Einwohnerzahlen von 1812 bis 2020 | Gundhelm: Einwohnerzahlen von 1812 bis 2020 | Gundhelm: Einwohnerzahlen von 1812 bis 2020 | Gundhelm: Einwohnerzahlen von 1812 bis 2020 |
| --- | ------------------------------------------- | ------------------------------------------- | ------------------------------------------- | ------------------------------------------- |
| Jahr |                                             |                                             |                                             | Einwohner                                   |
| 1812 | 1812                                        |                                             | 493                                         | 493                                         |
| 1834 | 1834                                        |                                             | 771                                         | 771                                         |
| 1840 | 1840                                        |                                             | 734                                         | 734                                         |
| 1846 | 1846                                        |                                             | 738                                         | 738                                         |
| 1852 | 1852                                        |                                             | 720                                         | 720                                         |
| 1858 | 1858                                        |                                             | 777                                         | 777                                         |
| 1864 | 1864                                        |                                             | 723                                         | 723                                         |
| 1871 | 1871                                        |                                             | 699                                         | 699                                         |
| 1875 | 1875                                        |                                             | 695                                         | 695                                         |
| 1885 | 1885                                        |                                             | 780                                         | 780                                         |
| 1895 | 1895                                        |                                             | 771                                         | 771                                         |
| 1905 | 1905                                        |                                             | 715                                         | 715                                         |
| 1910 | 1910                                        |                                             | 692                                         | 692                                         |
| 1925 | 1925                                        |                                             | 656                                         | 656                                         |
| 1939 | 1939                                        |                                             | 618                                         | 618                                         |
| 1946 | 1946                                        |                                             | 825                                         | 825                                         |
| 1950 | 1950                                        |                                             | 740                                         | 740                                         |
| 1956 | 1956                                        |                                             | 665                                         | 665                                         |
| 1961 | 1961                                        |                                             | 626                                         | 626                                         |
| 1967 | 1967                                        |                                             | 625                                         | 625                                         |
| 1970 | 1970                                        |                                             | 635                                         | 635                                         |
| 2005 | 2005                                        |                                             | 604                                         | 604                                         |
| 2010 | 2010                                        |                                             | 595                                         | 595                                         |
| 2015 | 2015                                        |                                             | 544                                         | 544                                         |
| 2020 | 2020                                        |                                             | 510                                         | 510                                         |
| Datenquelle: Historisches Gemeindeverzeichnis für Hessen: Die Bevölkerung der Gemeinden 1834 bis 1967. Wiesbaden: Hessisches Statistisches Landesamt, 1968. Weitere Quellen: LAGIS; 2005; 2010; 2015; 2020; Zensus 2011 |                                             |                                             |                                             |                                             |

### Historische Religionszugehörigkeit
Quelle: Historisches Ortslexikon
| • 1885: | 779 evangelische (= 99,87 %), ein katholischer (= 0,13 %) Einwohner |
| • 1961: | 591 evangelische (= 94,41 %), 28 katholische (= 4,47 %) Einwohner   |

## Religion
Im Ort steht die Evangelische Kirche, welche zur Evangelischen Kirchengemeinde Schlüchtern im Kirchenkreis Kinzigtal der Evangelischen Kirche von Kurhessen-Waldeck gehört. In Gundhelm findet sich außerdem das Pfarramt V der Kirchengemeinde.

## Politik
Für Gundhelm besteht ein Ortsbezirk (Gebiete der ehemaligen Gemeinde Gundhelm) mit Ortsbeirat und Ortsvorsteher nach der Hessischen Gemeindeordnung.
Der Ortsbeirat besteht aus sieben Mitgliedern. Bei den Kommunalwahlen in Hessen 2021 betrug die Wahlbeteiligung zum Ortsbeirat 55,18 %. Alle Kandidaten gehören der Liste „Gemeinsam für Gundhelm“ an. Der Ortsbeirat wählte Karl-Ernst Kohlhepp zum Ortsvorsteher.